# Ampelocissus elephantina
Ampelocissus elephantina är en vinväxtart som beskrevs av Planchon. Ampelocissus elephantina ingår i släktet Ampelocissus och familjen vinväxter. Utöver nominatformen finns också underarten A. e. sphaerophylla.